# Michael Schlander
Michael Schlander (* 1959 in Offenbach am Main) ist ein deutscher Arzt und Wirtschaftswissenschaftler. Er ist Professor für Gesundheitsökonomie an der Universität Heidelberg und leitet die Division für Gesundheitsökonomie am Deutschen Krebsforschungszentrum (DKFZ) in Heidelberg.

## Leben
Schlander studierte Humanmedizin und Psychologie an der Universität Frankfurt, wo er als wissenschaftlicher Assistent in der Neuroanatomie und (nach seiner Approbation 1985) der Neurologie tätig war. 1987 promovierte er bei Michael Frotscher mit einer mit dem Prädikat summa cum laude ausgezeichneten kombinierten licht- und elektronenmikroskopischen Studie über Interneurone („Nichtpyramidenzellen“) im Hippocampus. Sein Studium der Wirtschaftswissenschaften an der University of Seattle/Washington schloss er als Jahrgangsbester (Valedictorian of the class of 1994) ab. Er studierte außerdem Gesundheitsökonomie an der Stockholm School of Economics und erhielt die Venia legendi für dieses Fach von der Ruprecht-Karls-Universität Heidelberg. Er war Mitbegründer eines Postgraduierten-Studienganges in Pharmaceutical Medicine an der Universität Witten/Herdecke und von 1996 bis 2005 Mitglied der Medizinischen Fakultät dieser Hochschule; von 2005 bis 2008 in gleicher Funktion an der Universität Duisburg-Essen in Essen, wo er Gesundheitsökonomie und Innovationsmanagement lehrte. Seit 2006 war Schlander am Aufbau eines Master-Studienganges in Gesundheitsökonomie am Mannheimer Institut für Public Health, Sozial- und Präventivmedizin der Universität Heidelberg beteiligt. Ebenfalls seit 2006 richtet sein Institut eine Sommerakademie Gesundheitsökonomie aus, die seit 2007 in Heidelberg stattfindet und sich internationaler Beachtung erfreut. Seit 2019 findet die von ihm inaugurierte Heidelberg Health Economics Summer School unter den Auspizien der Universität Heidelberg und des Deutschen Krebsforschungszentrums (DKFZ) statt.
Von 1987 bis 2002 war Schlander in Führungspositionen der pharmazeutischen Industrie in den Funktionsbereichen Klinische Forschung, Marketing und Geschäftsführung in Deutschland, Belgien und den USA u. a. für Sandoz (nach der Fusion mit Ciba-Geigy seit 1996 Novartis), Byk Gulden und Johnson & Johnson tätig. Von 1993 bis 1998 war Schlander verantwortlich für den Aufbau einer Strategischen Geschäftseinheit des Unternehmens Byk Gulden (später Altana Pharma, danach Nycomed, in 2011 übernommen von Takeda, dem größten japanischen Pharmahersteller) mit Hauptsitz in Konstanz am Bodensee. Dort leitete er unter anderem eine der erfolgreichsten Produktneueinführungen der deutschen Arzneimittelindustrie, die deutsche und internationale Vermarktung und Weiterentwicklung von Pantoprazol, einem Protonenpumpeninhibitor (PPI) zur Behandlung magensäureassoziierter Erkrankungen.
Von 2002 bis 2016 hatte Schlander eine Professur für (Gesundheits- und Innovations-)Management an der Hochschule für Wirtschaft Ludwigshafen inne. Im Juni 2005 gründete er das als gemeinnützig anerkannte Institut für Innovation & Evaluation im Gesundheitswesen mit Sitz in Wiesbaden, dessen Vorstand er seither vorsitzt. Seine Arbeitsschwerpunkte liegen in den Bereichen Gesundheitsökonomie und Innovationsmanagement. Schlander gehörte zu den Mitgründern der Deutschen Gesellschaft für Gesundheitsökonomie (dggö) und war wissenschaftlicher Leiter eines Projekts, das im Jahr 2011 zu einem Konsensus der Krankenversicherer (Santésuisse), der Schweizer Ärzteschaft (FMH) und der forschenden Arzneimittelindustrie (Interpharma) zur systematischen Anwendung von Health Technology Assessment einschließlich ökonomischer Evaluationen im Schweizer Gesundheitswesen führte. Er befasst sich außerdem mit der Gesundheitsökonomie der Aufmerksamkeitsdefizit-Hyperaktivitätsstörung (ADHS). Schlander war 2012 einer der beiden wissenschaftlichen Leiter der 15. Europäischen Jahrestagung der International Society for Pharmacoeconomics and Outcomes Research (ISPOR) in Berlin.
Am Deutschen Krebsforschungszentrum (DKFZ) baute er seit 2017 eine neue Abteilung für Gesundheitsökonomie auf, deren Arbeitsschwerpunkte auf den Gebieten der Krankheitskostenanalyse, der Kosten-Nutzen-Analyse, sowie der Weiterentwicklung der konventionellen gesundheitsökonomischen Evaluationsmethodik liegen. Dabei liegt ein besonderes Augenmerk auf den psychosozialen Krankheitsfolgen aus der Perspektive der betroffenen Patienten und ihrer Familien sowie der Einbeziehung der „sozialen Präferenzen“ der Bürger in die Priorisierung von Gesundheitsleistungen im Rahmen solidarisch organisierter Gesundheitssysteme.

## Publikationen
- Health Technology Assessments by the National Institute for Health and Clinical Excellence (NICE): A Qualitative Study. Springer, New York: 2007.
- The Contribution of Health Economics to Market-Oriented Pharmaceutical Research and Development. Universität Witten/Herdecke Verlagsgesellschaft, Witten: 1998.